# 天方通直
天方 通直（あまかた みちなお、天正17年（1589年） - 寛永7年11月22日（1630年12月25日））は、江戸時代前期の旗本、茶人。青山忠成の五男、母は天方通興の娘。通興の養子となる。妻は堀利重の娘。子に天方倶通、天方通次、娘（近藤用治妻）がいる。通称は主馬助。官位は従五位下、備前守。

## 経歴・人物
幼少時より徳川家康に仕え、慶長10年（1605年）12月26日に下総国で500石を与えられる。慶長13年（1608年）9月5日に250石を加増され、慶長18年（1613年）に実父・青山忠成が亡くなった後には遺領のうち1500石を与えられ、合計2250石を領する。大坂の陣にも参陣し、夏の陣では天王寺・岡山の戦いにおいて首級を挙げた。その後、書院番を経て、元和6年（1620年）1月に小姓組頭、元和9年（1623年）1月に書院番頭となる。同年9月より江戸城西の丸勤務となり、寛永2年（1625年）10月23日に上総国武射郡・下総国葛飾郡・香取郡・相模国高座郡のうちで2250石の朱印を賜る。寛永3年（1626年）10月3日、従五位下・備前守に叙任される。寛永7年（1630年）11月22日、42歳で死去。墓所は初め武蔵国貝塚の青松寺だったが、後に小石川の蓮華寺に改葬された。
茶は桑山宗仙に学んだ。